# Сахара (филм из 1943)
Сахара је ратни филм из 1943. режисера Золтана Корде са Хамфријом Богартом у главној улози.